# Leichtathletik-Europameisterschaften 1994/Speerwurf der Männer

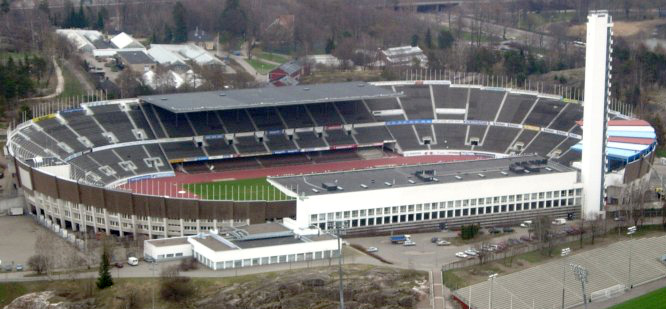
Das Olympiastadion von Helsinki im Jahr 2005

Der Speerwurf der Männer bei den Leichtathletik-Europameisterschaften 1994 wurde am 7. und 8. August 1994 im Olympiastadion der finnischen Hauptstadt Helsinki ausgetragen.
Europameister wurde der britische Titelverteidiger und Olympiadritte von 1992 Steve Backley.
Der finnische Olympiazweite von 1992 und Vizeweltmeister von 1991 Seppo Räty errang die Silbermedaille.
Bronze ging an den tschechischen Weltrekordinhaber, Olympiasieger von 1992 und amtierende Weltmeister Jan Železný.

## Bestehende Rekorde
| Weltrekord           | 95,66 m | Jan Železný   | Sheffield, Großbritannien | 29. August 1993 |
| Europarekord         | 95,66 m | Jan Železný   | Sheffield, Großbritannien | 29. August 1993 |
| Meisterschaftsrekord | 87,30 m | Steve Backley | EM Split, Jugoslawien     | 28. August 1990 |

Der bestehende EM-Rekord wurde bei diesen Europameisterschaften nicht erreicht. Die größte Weite erzielte der britische Europameister Steve Backley im Finale in seinem zweiten Versuch mit 85,20 m, womit er 2,10 m unter dem Rekord blieb. Zum Welt- und Europarekord fehlten ihm 10,46 m.

## Legende
Kurze Übersicht zur Bedeutung der Symbolik – so üblicherweise auch in sonstigen Veröffentlichungen verwendet:
| NM  | keine Weite (no mark) |
| ogV | ohne gültigen Versuch |
| –   | ausgelassen           |
| x   | ungültig              |

## Qualifikation
7. August 1994
26 Wettbewerber traten in zwei Gruppen zur Qualifikationsrunde an. Acht von ihnen (hellblau unterlegt) übertrafen die Qualifikationsweite für den direkten Finaleinzug von 81,00 m. Damit war die Mindestzahl von zwölf Finalteilnehmern nicht erreicht. Das Finalfeld wurde mit den vier nächstplatzierten Sportlern (hellgrün unterlegt) auf zwölf Werfer aufgefüllt. So reichten für die Finalteilnahme schließlich 78,98 m.

### Gruppe A

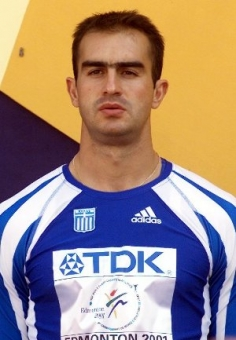
Konstandínos Gatsioúdis erzielte 78,56 m und schied als Siebter der Qualifikationsgruppe A aus

| Platz | Name                    | Nation         | Weite (m) |
| ----- | ----------------------- | -------------- | --------- |
| 1     | Raymond Hecht           | Deutschland    | 82,54     |
| 2     | Steve Backley           | Großbritannien | 81,58     |
| 3     | Donald-Aik Sild         | Estland        | 81,12     |
| 4     | Patrik Bodén            | Schweden       | 80,94     |
| 5     | Uladsimir Sassimowitsch | Belarus        | 78,98     |
| 6     | Harri Hakkarainen       | Finnland       | 78,82     |
| 7     | Konstandínos Gatsioúdis | Griechenland   | 78,56     |
| 8     | Andrei Schewtschuk      | Russland       | 78,56     |
| 9     | Sigurður Einarsson      | Island         | 77,22     |
| 10    | Colin Mackenzie         | Großbritannien | 74,00     |
| 11    | Miloš Steigauf          | Tschechien     | 73,82     |
| 12    | Ivan Mustapić           | Kroatien       | 72,50     |
| 13    | Håvard Johansen         | Norwegen       | 72,44     |

### Gruppe B
| Platz | Name               | Nation         | Weite (m) |
| ----- | ------------------ | -------------- | --------- |
| 1     | Seppo Räty         | Finnland       | 84,76     |
| 2     | Mick Hill          | Großbritannien | 84,44     |
| 3     | Jan Železný        | Tschechien     | 83,88     |
| 4     | Terry McHugh       | Irland         | 82,14     |
| 5     | Andrei Morujew     | Russland       | 81,58     |
| 6     | Dag Wennlund       | Schweden       | 80,30     |
| 7     | Boris Henry        | Deutschland    | 77,22     |
| 8     | Juri Rybin         | Russland       | 76,38     |
| 9     | Juha Laukkanen     | Finnland       | 75,86     |
| 10    | Miroslaw Witek     | Polen          | 75,26     |
| 11    | Peter Blank        | Deutschland    | 74,88     |
| 12    | Marek Kaleta       | Estland        | 74,46     |
| NM    | Marcis Štrobinders | Lettland       | ogV       |

## Finale

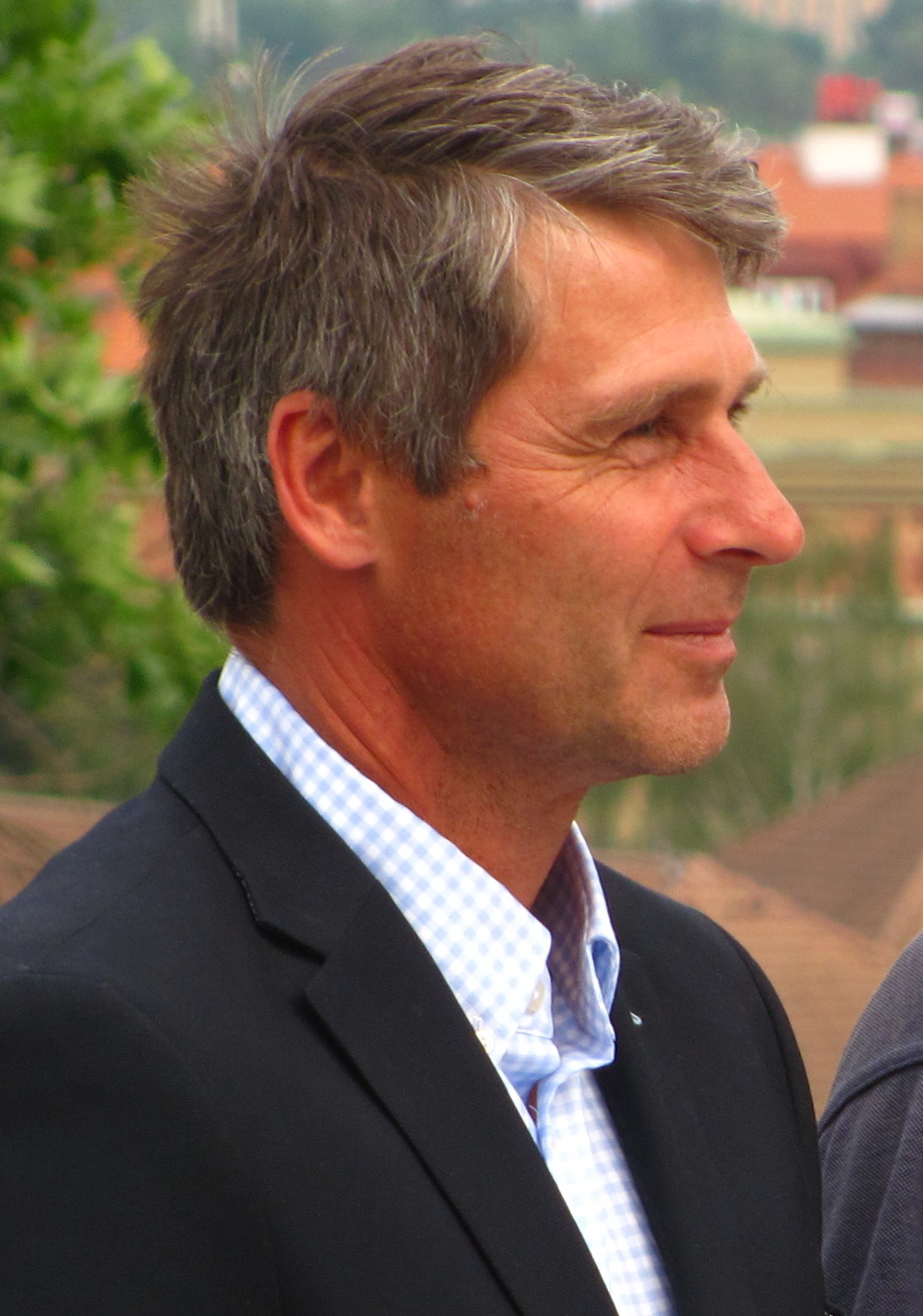
Bronzemedaillengewinner Jan Železný – bei Europameisterschaften klappte es für den Weltrekordinhaber, mehrfachen Olympiasieger und Weltmeister nie mit einem Titelgewinn

8. August 1994
| Platz | Name                    | Nation         | Weite (m) | Versuchsserie der Medaillengewinner | Versuchsserie der Medaillengewinner | Versuchsserie der Medaillengewinner | Versuchsserie der Medaillengewinner | Versuchsserie der Medaillengewinner | Versuchsserie der Medaillengewinner |
| Platz | Name                    | Nation         | Weite (m) | 1. Versuch                          | 2. Versuch                          | 3. Versuch                          | 4. Versuch                          | 5. Versuch                          | 6. Versuch                          |
| ----- | ----------------------- | -------------- | --------- | ----------------------------------- | ----------------------------------- | ----------------------------------- | ----------------------------------- | ----------------------------------- | ----------------------------------- |
| 1     | Steve Backley           | Großbritannien | 85,20     | 81,04                               | 85,20                               | 81,74                               | x                                   | 79,70                               | –                                   |
| 2     | Seppo Räty              | Finnland       | 82,90     | 81,80                               | x                                   | 80,06                               | 82,16                               | 82,90                               | 80,78                               |
| 3     | Jan Železný             | Tschechien     | 82,58     | 80,40                               | 82,58                               | 82,50                               | x                                   | x                                   | x                                   |
| 4     | Patrik Bodén            | Schweden       | 81,34     |                                     |                                     |                                     |                                     |                                     |                                     |
| 5     | Raymond Hecht           | Deutschland    | 81,18     |                                     |                                     |                                     |                                     |                                     |                                     |
| 6     | Mick Hill               | Großbritannien | 80,66     |                                     |                                     |                                     |                                     |                                     |                                     |
| 7     | Terry McHugh            | Irland         | 80,46     |                                     |                                     |                                     |                                     |                                     |                                     |
| 8     | Uladsimir Sassimowitsch | Belarus        | 78,88     |                                     |                                     |                                     |                                     |                                     |                                     |
| 9     | Andrei Morujew          | Russland       | 78,66     |                                     |                                     |                                     |                                     |                                     |                                     |
| 10    | Dag Wennlund            | Schweden       | 78,52     |                                     |                                     |                                     |                                     |                                     |                                     |
| 11    | Boris Henry             | Deutschland    | 76,88     |                                     |                                     |                                     |                                     |                                     |                                     |
| 12    | Donald-Aik Sild         | Estland        | 75.35     |                                     |                                     |                                     |                                     |                                     |                                     |

## Videolinks
- Men's Javelin Throw / European Champships Final / Helsinki 1994, www.youtube.com, abgerufen am 2. Januar 2023
- Men's Javelin Final European Champs Helsinki 1994, www.youtube.com, abgerufen am 2. Januar 2023